# GAP (система компьютерной алгебры)
GAP (от англ. Groups, Algorithms, Programming — Группы, Алгоритмы, Программирование) — свободно распространяемая на условиях лицензии GNU GPL кроссплатформенная система компьютерной алгебры для вычислительной дискретной алгебры с особым вниманием к вычислительной теории групп. Совместная разработка университетов Сент-Эндрюс (Шотландия), Ахен (с 1986), Брауншвейг (Германия) и университета штата Колорадо (США).
Возможности системы GAP можно расширить используя внешние пакеты и библиотеки, либо воспользовавшись паскалеподобным языком программирования, также называемым GAP.

## Награды
- В 2008 году группа разработчиков системы GAP[2] стала лауреатом мемориальной премии имени Ричарда Дженкса.[3]

## Пример работы с GAP в консоли
```
 
gap>
 
G:
=
SmallGroup
(
8
,1
)
;
         
# G объявлена как группа порядка 8.

 
<pc
 
group
 
of
 
size
 
8
 
with
 
3
 
generators>

 
gap>
 
i:
=
IsomorphismPermGroup
(
G
)
;
 
# Найти изоморфизм i группы G с соответствующей группой перестановок

 
<action
 
isomorphism>

 
gap>
 
Image
(
i,G
)
;
                 
# Образ G под действием i. Результат — порождающие элементы образа.

 
Group
([
 
(
1
,5,3,7,2,6,4,8
)
,
 
(
1
,3,2,4
)(
5
,7,6,8
)
,
 
(
1
,2
)(
3
,4
)(
5
,6
)(
7
,8
)
 
])

 
gap>
 
Elements
(
Image
(
i,G
))
;
       
# Все элементы образа G под действием i.

 
[
 
()
,
 
(
1
,2
)(
3
,4
)(
5
,6
)(
7
,8
)
,
 
(
1
,3,2,4
)(
5
,7,6,8
)
,
 
(
1
,4,2,3
)(
5
,8,6,7
)
,
 

   
(
1
,5,3,7,2,6,4,8
)
,
 
(
1
,6,3,8,2,5,4,7
)
,
 
(
1
,7,4,5,2,8,3,6
)
,
 
(
1
,8,4,6,2,7,3,5
)
 
]

```